# Herochroma sinapiaria
Herochroma sinapiaria är en fjärilsart som beskrevs av Gustave Arthur Poujade 1895. Herochroma sinapiaria ingår i släktet Herochroma och familjen mätare. Inga underarter finns listade i Catalogue of Life.